# Případ pro exorcistu
Případ pro exorcistu je česká televizní třídílná minisérie od Michala Sýkory, která se vysílal od 11. ledna 2015 až do 25. ledna 2015 na prvním kanále České televize. Minisérie je z cyklu Detektivové od Nejsvětější Trojice. Režie se ujal Jan Hřebejk, předlohou byla stejnojmenná detektivní prvotina Michala Sýkory. Hlavní postavou je komisařka Marie Výrová, která vyšetřuje vraždu spojenou s domnělým vymítáním ďábla.
Minisérie byla nominována na Českého lva v kategorii Nejlepší televizní film nebo minisérie, ale cenu nezískala.

## Synopse
Děj zavede tým detektivů složeného z Marie Výrové (Klára Melíšková), Viktora Vitouše (Miroslav Krobot), Pavla Mráze (Stanislav Majer) a Kristýny Horové (Tereza Voříšková) k vyšetřování vraždy mladé učitelky Veroniky Šatavové (Táňa Hlostová), která podle všeho byla provedena jako rituál k vymítání ďábla. Později se zjistí, že udržovala milostný vztah s knězem Karlem Karasem (Jan Budař), který se chystal kvůli ní opustit kněžský stav a vzít si ji. Vrchní šéf komisařky Výrové Vitouš se začne o případ více zajímat a označí za podezřelého právě kněze.

## Obsazení

### Hlavní postavy
- Klára Melíšková jako Marie Výrová
- Miroslav Krobot jako Viktor Vitouš
- Stanislav Majer jako Pavel Mráz
- Tereza Voříšková jako Kristýna Horová
- Jan Budař jako Karel Karas
- Tomáš Měcháček jako Václav Kulich
- Tomáš Dastlík jako strážmistr Kubík
- Martin Kyšperský jako Richard Fořt
- Kateřina Winterová jako Soňa Pánková
- Marek Taclík jako Jiří Pánek
- Kryštof Hádek jako Jan Pánek

### Vedlejší postavy
- Táňa Hlostová jako Veronika Šatavová
- Zdeněk Fator jako praporčík Kodet
- Jan Vlasák jako otec Stárek
- Alena Mihulová jako Nemravová
- Daniela Kosinová Valtová jako varhanistka
- Daniela Písařovicová jako TV reportérka

a další

## Přehled dílů
| Pořadí | Název     | Režie       | Scénář          | Datum premiéry | Sledovanost (v milionech) |
| ------ | --------- | ----------- | --------------- | -------------- | ------------------------- |
| 1      | Díl první | Jan Hřebejk | Petr Jarchovský | 11. ledna 2015 | 1,427                     |
| 2      | Díl druhý | Jan Hřebejk | Petr Jarchovský | 18. ledna 2015 | 1,403                     |
| 3      | Díl třetí | Jan Hřebejk | Petr Jarchovský | 24. ledna 2015 | 1,281                     |

## Výroba
Případ pro exorcistu je inspirována prvním stejnojmennou knihou z cyklu Detektivové od Nejsvětější Trojice od Michala Sýkory. Televize a tvůrci oznámili, že v přípravách je také televizní zpracování dalších dvou knih z tohoto cyklu. Pokračování Modré stíny se začalo natáčet v červnu 2015. Modré stíny režíroval Viktor Tauš a ČT ji premiérově vysílala v únoru a březnu 2016. Zatím nevydanou knihu Pět mrtvých psů má do televizní podoby převést režisér Jan Prušinovský.
Pro Martina Kyšperského byla role v tomto seriálu první hereckou rolí. S režisérem Janem Hřebejkem se potkali ve vlaku z Brna do Prahy.

### Lokace
Seriál se natáčel v Olomouci, kde se také odehrává děj předlohy. V předloze také vystupuje nedaleká vesnice Štěpánov, kterou se však z ekonomických důvodu autoři rozhodli nahradit obcí Tursko nedaleko Prahy. Nějaké scény byly natočeny také v Praze.

## Recenze
- Táňa Zabloudilová, Vít Schmarc, Šimon Holý, Český rozhlas Radio Wave
- Darina Křivánková, iHNed.cz
- Mirka Spáčilová, iDNES.cz
- Martin Svoboda, Aktuálně.cz